# Катание по Марсу
«Катание по Марсу» (англ. Roving Mars) — короткометражный документальный фильм режиссёра Джорджа Батлера.

## Сюжет
«Катание по Марсу» — документальный фильм о разработке марсоходов Спирит и Оппортьюнити, запуске их на Марс и эксплуатации на планете в рамках проекта «Mars Exploration Rover» (MER). В фильме используются как настоящие фотографии Марса, так и компьютерное моделирование на основе данных, полученных с помощью самих марсоходов или других космических зондов.
Дополнением к фильму являются видеоматериалы «Марс: прошлое, настоящее и будущее» (англ. Mars: Past, Present & Future), которые содержат личные размышления создателей фильма «Катание по Марсу», членов команды проекта «Mars Exploration Rover» «Лаборатории реактивного движения» (JPL) и студентов программы «Imagine Mars» о планете Марс и её роли в будущем человечества. На сайте «Internet Movie Database» существует отдельная страница Архивная копия от 4 апреля 2012 на Wayback Machine, посвященная данным видеоматериалам.

## В ролях
| Актёр            | Роль                                  |
| ---------------- | ------------------------------------- |
| Пол Ньюман       | вступительное слово                   |
| Стив Скуайрес    | в роли самого себя                    |
| Роб Мэннинг      | в роли самого себя                    |
| Чарльз Илэчи     | в роли самого себя                    |
| Уэйн Ли          | в роли самого себя                    |
| Джон Бек Хофмэнн | в роли самого себя в титрах не указан |

## Дополнительные сведения
Компания-производитель «Walt Disney Home Entertainment» выпустила фильм на носителях DVD и Blu-ray, добавив к нему дополнительные материалы:
- «Марс и за его пределами[англ.]» (англ. Mars And Beyond) — одна из серий антологии телевизионных сериалов Уолта Диснея, выпущенная в 1957 году;
- видеоматериалы: «Марс: прошлое, настоящее и будущее».

«Катание по Марсу» — это также название научно-популярной книги главного исследователя проекта «MER» Стива Скуайреса, принявшего участие в создании фильма, о миссии марсоходов на Марсе (англ. "Roving Mars: Spirit, Opportunity, and the Exploration of the Red Planet"; август 2005; ISBN 1-4013-0149-5).